# AZUMA
永島 梢（ながしま こずえ、1987年10月29日 - ）は、日本の女子キックボクサー。東京都出身。K'Bスポーツジム所属。元極真会館千葉県北支部所属。元NJKF BONITA・BOXEOフェザー級王者。以前はAZUMA（あずま）のリングネームで活動していた。
女子選手としては破格のパワーを持っており、ほとんどの試合でダウンを量産。2007年12月22日には当時、1階級上のチャンピオン佐々木仁子からもダウンを奪っている（この試合は判定負け）。

## 来歴
2005年11月18日、極真会館千葉県北支部所属として「天空」第2回大会で18歳でデビュー。この時のリングネームは本名の永島梢であった。
2006年3月4日、「天空」第3回大会でせりと対戦し、判定負け。
2006年9月3日、y-park所属としてアマチュア大会KAMINARIMON CLIMAX '06・52kg超級でバンタムの体格ながら3戦全勝で優勝を果たした。
2006年10月29日、J-NETWORK「女祭り」で正木純子と対戦し、判定負け。この試合からリングネームを本名からAZUMAに改名した。
2007年3月7日、W.M.F. World Championship 2007に日本代表として出場しインドネシア代表に勝ち、銅メダルを獲得。
2007年12月22日、チームドラゴン主催興行「燃えろドラゴン! その壱」で1階級上のJ-GIRLSフェザー級王者佐々木仁子と対戦。1Rに右ストレートで先制のダウンを奪ったものの、ダウンを奪い返され、0-2の判定負けを喫した。
2008年4月25日、スマックガール最終興行で総合初挑戦もWINDY智美の猛攻の前にKO負けを喫し、試合後ダメージの大きさからリング上で嘔吐した
2008年6月1日付けで所属先であるy-parkがニュージャパンキックボクシング連盟（以下NJKF）に加入した。
2009年3月8日、NAGOYAKICKで現J-GIRLSフェザー級王者大石綾乃と対戦し、1ラウンドにダウンを奪い3-0の判定勝ち。
2009年5月16日、JEWELS 3rd RINGで富田美里とシュートボクシングルールで対戦し、2-1の判定勝ち。
2009年9月27日、J-NETWORK「J-GIRLS Catch The stone〜4」で減量苦のために階級をフェザー級に上げ、WAKO・PROムエタイ世界バンタム級王者のヌシアン・ポー・プラムックと対戦し、1-1の判定ドローとなった。
2010年1月24日、初代NJKF女子フェザー級王座決定戦で成沢紀予と対戦し、二段蹴りからの左フックでKO勝ちを収め王座を獲得した。同王座はNJKF初の女子王座となった。
2010年8月29日、Girls S-cup 2010で超弁慶とワンマッチで対戦し、3-0の判定勝ちを収めた。
2010年11月7日、NJKF興行でメリッサ・ノートン（WBCムエタイ豪州王者）とWBCムエタイルールで対戦し、3-0の判定勝ち。試合後、リング上でDynamite!!出場と佐々木仁子との再戦をアピールした。
2011年1月23日、NJKF興行で行なわれたWBCムエタイ日本女子フェザー級王座決定戦で大石綾乃と対戦し、1-2の判定負けで王座獲得はならなかった。
2011年7月17日、NJKF興行でBONITA・BOXEOルールで大石綾乃との三度目の対戦を判定3-0で下す。
2011年9月11日、JEWELS興行で韓国の二冠王キム・ソンウンを2ラウンド、膝蹴りによりKO勝ち。
2012年3月25日、M-1興行でタイのWMC世界女子フェザー級王者サーオシン・ソー・ソピットと空位のWPMF世界女子フェザー級王座決定戦を戦い、2ラウンドにパンチでダウンを奪うも、4ラウンドに肘で切られて出血TKO敗。
2012年4月29日、NJKF興行でJ-girls初代フェザー級王者佐々木仁子とのリベンジ・マッチに強行出場。3-0の判定勝ちでリベンジとBONITA・BOXEOフェザー級王座の初防衛に成功する。
2012年9月22日、JEWELS興行で韓国のMMA王者チャン・ミジョンとの試合後にリング上で同年11月にサーオシン・ソー・ソピットとの再戦が発表された。
2013年10月14日、蹴拳プロモーション興行でカナダのリンジー・ボールからダウンを奪い判定勝ち。
その後、y-parkの山崎会長が暴行罪で逮捕され、それを機に他所属プロと共にジムを去り表舞台から姿を消す。
2024年5月1日、本名の永島梢で復帰することを表明。
2024年7月7日、新日本キックの興行で鈴木咲耶相手に復帰戦を行うが、試合中に左足首を負傷し試合続行不可能となりTKO負けを喫した。

## 戦績

### プロキックボクシング
| 勝敗 | 対戦相手                   | 試合結果                    | 大会名 | 開催年月日     |
| ○    | チャン・ミジョン           | 3分3R終了 判定3-0           | JEWELS 21st RING | 2012年9月22日  |
| ○    | キム・ジヨン               | 3分3R終了 判定3-0           | JEWELS 20th RING | 2012年7月21日  |
| ○    | 佐々木仁子                 | 3分3R終了 判定3-0           | ニュージャパンキックボクシング連盟「KICK TO THE FUTURE 2」【BONITA BOXEOフェザー級タイトルマッチ】                      | 2012年4月29日  |
| ×    | サーオシン・ソー・ソピット | 4R 0:35 TKO（肘による出血） | M-1 | 2012年3月25日  |
| ○    | キム・ソンヒ               | 1R 0:44 KO（膝蹴り）        | REBELS.9 | 2011年10月23日 |
| ○    | キム・ソンウン             | 2R 0:34 KO（膝蹴り）        | JEWELS 16th RING | 2011年9月11日  |
| ○    | 大石綾乃                   | 3分3R終了 判定3-0           | ニュージャパンキックボクシング連盟「15周年記念シリーズ NEW JAPAN BLOOD 7」                                              | 2011年7月17日  |
| ○    | 神風萸暉美                 | 3分3R終了 判定3-0           | JEWELS 13th RING | 2011年5月14日  |
| ×    | 大石綾乃                   | 2分5R終了 判定1-2           | ニュージャパンキックボクシング連盟「15周年記念シリーズ NEW JAPAN BLOOD 1」連盟WBCムエタイ日本女子フェザー級王座決定戦】 | 2011年1月23日  |
| ○    | メリッサ・ノートン         | 2分5R終了 判定3-0           | ニュージャパンキックボクシング連盟「熱風 拾                                                                             | 2010年11月7日  |
| ○    | 藪下めぐみ                 | 3分3R終了 判定3-0           | ニュージャパンキックボクシング連盟「熱風 零参」                                                                         | 2010年3月28日  |
| ○    | 成沢紀予                   | 2R 0:30 KO（左フック）      | ニュージャパンキックボクシング連盟「熱風 零壱」 【初代NJKF女子フェザー級王座決定戦】                                    | 2010年1月24日  |
| △    | ヌシアン・ポー・プラムック | 2分3R終了 判定1-1           | J-NETWORK「J-GIRLS Catch The stone〜4」                                                                                 | 2009年9月27日  |
| ×    | 水野志保                   | 2分3R+延長R終了 判定0-3     | J-NETWORK「J-GIRLS Champion Festival 2009連盟J-GIRLSバンタム級王座決定1DAYトーナメント 準決勝】                         | 2009年7月26日  |
| ○    | 大石綾乃                   | 3分3R終了 判定3-0           | NAGOYAKICK 〜BoogieFight07 Black Sunday〜                                                                               | 2009年3月8日   |
| ×    | 柏晶                       | 2分3R終了 判定3-0           | 武林風 中国対世界選抜 【K-1ルール】                                                                                     | 2009年1月17日  |
| ○    | 佐竹のぞみ                 | 2分3R終了 判定3-0           | 「仙台青葉ジム創設40周年記念興行」                                                                                      | 2008年11月24日 |
| ○    | MANA                       | 2分3R終了 判定3-0           | ニュージャパンキックボクシング連盟「BRAVE HEART 〜START OF NEW LEGEND VIII 新しい伝説の始まり〜」                       | 2008年7月13日  |
| ○    | 佐竹のぞみ                 | 2分3R終了 判定3-0           | J-NETWORK「J-GIRLS 白雪祭り」                                                                                           | 2008年1月12日  |
| ×    | 佐々木仁子                 | 2分3R終了 判定0-2           | 燃えろドラゴン! その壱                                                                                                  | 2007年12月22日 |
| ○    | 成沢紀予                   | 1R 1:10 TKO（タオル投入）   | J-NETWORK「J-GIRLS 風花祭り」                                                                                           | 2007年11月4日  |
| △    | 三上麗子                   | 2分3R終了 判定1-1           | J-NETWORK「J-GIRLS 七夕祭り 〜NEW HEROINE COMING!!〜」                                                                  | 2007年7月1日   |
| ○    | HARUMI                     | 3R 0:52 KO（ローキック）    | ニュージャパンキックボクシング連盟「戦勇士」                                                                            | 2007年6月3日   |
| ×    | せり                       | 2分3R終了 判定0-2           | J-NETWORK「J-GIRLS 女祭り 2nd round」 【J-GIRLS認定初代バンタム級王座決定トーナメント 準決勝】                          | 2007年3月31日  |
| ○    | 石井美希子                 | 1R 0:22 KO（左フック）      | J-NETWORK「J-GIRLS 女祭り 開幕戦」 【J-GIRLS認定初代バンタム級王座決定トーナメント 1回戦】                              | 2007年2月4日   |
| ×    | 杉貴美子                   | 3分3R終了 判定0-3           | R.I.S.E. XXXI | 2006年11月26日 |
| ×    | 正木純子                   | 2分3R終了 判定1-2           | J-NETWORK&日本女子ボクシング協会合同興行「女祭り」                                                                      | 2006年10月29日 |
| ×    | せり                       | 2分3R終了 判定0-2           | 女子キックボクシング「天空」 New Beginning 〜女の夢 全て託して舞い上がれ〜                                              | 2006年3月4日   |
| ○    | REIKO                      | 2分3R終了 判定3-0           | 天空・大和撫子の闘い 女子キックボクシング第2回大会                                                                      | 2005年11月18日 |

### アマチュアキックボクシング
| 勝敗 | 対戦相手   | 試合結果 | 大会名                                 | 開催年月日   |
| ○    | 青木真由美 | 判定2-0  | KAMINARIMON CLIMAX '06【女子52kg超級】 | 2006年9月3日 |
| ○    | 小澤聡子   | 判定3-0  | KAMINARIMON CLIMAX '06【女子52kg超級】 | 2006年9月3日 |
| ○    | 犬山智香子 | 判定3-0  | KAMINARIMON CLIMAX '06【女子52kg超級】 | 2006年9月3日 |

### シュートボクシング
| 勝敗 | 対戦相手 | 試合結果          | 大会名                                                                | 開催年月日    |
| ○    | 超弁慶   | 3分3R終了 判定3-0 | SHOOT BOXING WORLD TOURNAMENT Girls S-cup 2010 【SBレディースマッチ】 | 2010年8月29日 |
| ○    | 富田美里 | 2分3R終了 判定2-1 | JEWELS 3rd RING                                                       | 2009年5月16日 |

### 散打
| 勝敗 | 対戦相手 | 試合結果       | 大会名                 | 開催年月日    |
| ×    | 毛寧     | 2分3R終了 判定 | 武林風 第3回中日対抗戦 | 2009年6月27日 |

### 総合格闘技
| 勝敗 | 対戦相手  | 試合結果                     | 大会名                                       | 開催年月日    |
| ×    | WINDY智美 | 2R 2:08 KO（スタンドパンチ） | SMACKGIRL WORLD ReMix TOURNAMENT 2008 準決勝 | 2008年4月25日 |

## エピソード
- 中学生（白帯）で出場した新極真会主催KARATE JAPAN CUP 2回戦で、西山道場の小林由佳と対戦。下腹部への攻撃で減点・判定負け。
- 女子総合選手と交流が深く、特に禅道会の石岡沙織・杉山しずかとは互いの試合の応援に駆け付けている[23]。
- ジムであるy-parkが距離的に通えないこともあり高校卒業後、住み込みの内弟子となる。

女子では珍しいボディーブローでダウンを奪ったり男子選手の様な動きをする選手である。
戦っているかっこいい姿と普段の彼女の姿はギャップがある選手である。(特に勝利者インタビューの時の声が可愛らしかった)
2013年11月のリンジー・ボール戦後姿を消した。
以前より会長の山崎より骨折するほどの暴力を受けており、ある日顔が腫れ上がる程の暴力を受け山崎会長逮捕される。それをきっかけに他所属プロと共にジムを去ることになる。

## 入場テーマ曲
- You're the Best（Bill Conti） - 映画「ベスト・キッド」挿入曲

## 獲得タイトル
- KAMINARIMON CLIMAX '06 女子52kg超級 優勝
- W.M.F. World Championship '07 女子バンタム級 銅メダル
- 初代NJKF BONITA・BOXEOフェザー級王座
- ニュージャパンキックボクシング連盟 2010年度 努力賞